# カルロス・デ・ペナ
カルロス・マリーア・デ・ペナ・ボニーノ（スペイン語: Carlos María de Pena Bonino、1992年3月11日 - ）は、ウルグアイとイタリアのサッカー選手。ポジションはMF、FW。

## クラブ歴
ナシオナル・モンテビデオで下部組織からトップチームに昇格、2013年2月19日のコパ・リベルタドーレス2013・デポルティーボ・トルーカFC戦でプロ初出場を記録した。
2015年にミドルズブラFCに260万ポンドで移籍するが、この移籍の許可がナシオナルから当初は得られず、フライトを変更してモンテビデオの空港から引き返した際に交通事故に見舞われる出来事があった。移籍後初出場は9月22日となった。本職の左ウイングのみならず、左サイドバックやセンターフォワード等としても起用された。
2017年1月31日にセグンダ・ディビシオンのレアル・オビエドに半年の期限付き移籍。7月19日にはミドルズブラとの契約を双方合意で解除した。
その後は半年の無所属を経て2018年1月に古巣ナシオナルに加入。年末を以て退団した。
再び無所属となった彼であるが、2019年4月10日にFCディナモ・キーウに加入した。
2022年4月1日、SCインテルナシオナルに移籍した。

## タイトル
FCディナモ・キーウ
- ウクライナ・スーパーカップ：2019, 2020
- ウクライナ・プレミアリーグ：2020-21
- ウクライナ・カップ：2019-20, 2020-21